# Аполинарија Девица
Преподобна Аполинарија је ћерка Антимија, намесника малолетног цара Теодосија Млађег.
То му беше старија кћи, док му млађа беше луда. Не хтеде се Аполинарија удавати, него се у срцу обручи Христу и удаљи у пустињу Мисирску. У мушком оделу и под мушким именом Доротеј, она ступи у мушки манастир где се подвизавала узносећи дух свој непрестано к Богу и горећи љубављу према Творцу своме. Царском намеснику Антимију посаветује неко да пошаље своју луду кћи пустињацима, да јој читају молитву. И по промислу Божјем догоди се да своју луду сестру исцели старија сестра силном молитвом. Тек када је Аполинарија умрла, објављена је тајна да она није била мушко него женско. Мужествена храброст ове свете девице остала је примером и подстреком кроз векове многима, који мисле о своме спасењу. Умрла је 470. године.
Српска православна црква слави је 5. јануара по црквеном, а 18. јануара по грегоријанском календару.